# まぶた
まぶた（英: eyelid、瞼/𥇥、目蓋）は、脊椎動物の魚類を除く多くの種にある、顔の皮膚から連続して眼球を上下から覆い保持する不透明で開閉式の器官である。眼瞼（）とも。

## 概要
瞼は眼球を覆う構造体で、上瞼と下瞼に分かれこれらが鼻側の目頭と耳側の目尻で連結している（⇒#部位）。表面は皮膚・裏面は結膜で覆われて、内部は瞼板を芯として筋や皮下組織を含んでいる（⇒#組織）。
「目蓋」という字からも分かるように、瞼は蓋のように開閉が可能であり眼球保護などの役割を果たしている（⇒#役割）。

## 部位

### 上瞼
上瞼（、英: upper eyelid）は眼球の前上方を覆う構造体である。上𥇥、上眼瞼（）とも。

### 下瞼
下瞼（、英: upper eyelid）は眼球の前下方を覆う構造体である。下𥇥、下眼瞼（）とも。

### 眼角
眼角（、英: canthus）は上瞼と下瞼が合流する領域である。眼瞼交連（、英: palpebral commissure）とも。

#### 目頭
目頭（）は内側の眼角である。内眼角（、英: internal canthus）、内側眼瞼交連（、英: medial palpebral commissure）とも。
目頭の内部には内側眼瞼靭帯（、英: medial palpebral ligament）が存在し、ここから眼輪筋眼瞼部が起始する。またこの靭帯は内側が上顎骨前涙嚢陵に付着し、外側が上下の瞼板へ移行している。

#### 目尻
目尻（）は外側の眼角である。外眼角（、英: external canthus）、外側眼瞼交連（、英: lateral palpebral commissure）とも。
目尻の内部には外側眼瞼靭帯（、英: lateral palpebral ligament）が存在し、ここで眼輪筋眼瞼部の上下の筋繊維が合流する。この靭帯は外側が頬骨眼窩結節に付着し、内側が上下の瞼板へ移行している。

### 周囲の部位
- 目を開けた時にできる、上眼瞼とその上との境の皺を前頭眼瞼溝（前頭眼𥇥溝、ぜんとうがんけんこう、ラテン語: Sulcus frontopalpebralis）と呼ぶ。日本人では白人と比較するとこの溝が浅い。
- 下眼瞼と頬の間の皺を瞼頬溝（𥇥頬溝、けんきょうこう、ラテン語: Sulcus Palpebromalaris、英語: nasojugal groove）と呼ぶ[11]。「ゴルゴライン」「ゴルゴ線」「鼻頬溝」「眼頬溝」「mid cheek line」と呼ばれることもあるが、いずれも正しい解剖学用語ではない。

## 組織
瞼は表層から順に以下の組織により構成される：
- 皮膚
- 皮下組織（脂肪など）
- 骨格筋（眼輪筋眼瞼部など[13]）
- 眼窩隔膜（英語版）（、英: orbital septum）
- 瞼板（英語版）（、英: tarsus）
- 結膜

その動物の顔の他の部分と同様に体毛が生えていたりする。
上瞼と下瞼は基本的に同じ組織構造をしている。例外は筋肉で、上眼瞼にのみ上眼瞼挙筋と上瞼板筋（、英: superior tarsal muscle）が存在する。

## 機能
通常は、目を開けているときも上下のまぶたの間隔は眼球の径より狭く、向きが動く眼球も頭に位置を保持している。人為的に品種改良された小型犬は衝撃等で眼球がまぶたよりも外に露出しやすい。また、まぶたを眼球より大きく開き眼球の半分以上を露出させることを芸としている人もいる。

まぶたの開閉

上下のまぶたのうち、片方が主に動き、筋肉によって伸縮して、開閉したり開いている幅を調節したりする。哺乳類では上まぶたが開閉する。
目を開けるといえば上下のまぶたを離して開けることであり、目を瞑る（）といえば上下のまぶたを着けて閉じることであり、上下のまぶたの間を少しだけ離して開けることを「目を細める」等という。また、目を開けていて、まぶたを閉じて直ぐ再度開くことを、瞬き（）という。
随意に開閉したり、無意識に閉じられたり瞬きしたりする。

## 役割
眼球の保護
瞼には閉鎖によって外界から眼球を保護する役割がある。物体や刺激等から眼球を保護しようと、反射あるいは随意に閉じて眼球を覆う。視界が遮られる。眠っているときは通常閉じるが、完全に閉じない人もいて、「薄目を開けて寝ている」等といわれる。

また、陸上では、瞬き等で無意識あるいは随意に閉じることにより、眼球の表面に涙液を供給して湿潤を保つと共に、ワイパーのように眼球表面の塵埃を除去する。眼球が乾燥するドライアイは、眼球が傷む。
光量の調節
瞳孔の補助的に、網膜に入る光量を調節する。非常に明るく瞳孔を収縮しても眩しい時や、急に明るくなった時にヒトのように瞳孔の収縮が遅い動物は、目を細める。また、カメラの絞りと同じく、目も開口が小さいほどピントが合いやすいため、視力の悪い人は目を細めることがある。モザイクの映像を目を細めて見ると、修正前の映像が見えるという都市伝説がある。
コミュニケーションの手段
コミュニケーション手段になっている。哺乳類など種によっては、威嚇等の表情の一部である。威嚇では通常大きく見開くが、人では寧ろやや細めて「睨む」、「眼を付ける」等という。人では、簡単な合図に閉じたり、他の随意運動の機能が障害された重度障害者のコミュニケーションに使われたりする。
視界の遮断
人では、視界を遮るために閉じることがある。恐怖や嫌悪の対象を見ないようにするためや、思考に集中するために五感で最も情報量の多い視覚を遮断する場合などである。

## 哺乳類のまぶた
まぶたの縁に、まつ毛が生えている。上まぶたが開閉する。まつ毛に何かが触れると、反射により目を瞑る。

### ヒトのまぶた

#### 人種分類別の特徴

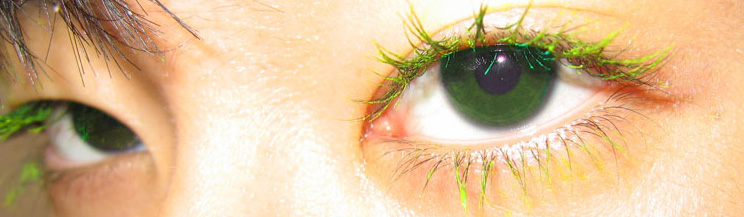
東洋人の瞼

モンゴロイド

日本人を含むモンゴロイドは目頭が蒙古ひだで覆われている者が多く、目が小さく見える傾向にある。これは寒冷地に適応した新モンゴロイドの遺伝子を遺伝子プールにもっているためである。特に一重まぶたは、モンゴロイドによくみられる。
コーカソイド
欧米においては「アーモンド・アイ」と呼ばれる目（まぶた）の形が美しいとされることがある。北東アジア人は、基本的にアーモンド・アイなので、日本語にアーモンド・アイに相当する言葉がなく説明が難しいが、端的には目の両端が細くなっている目の形のことである。一重まぶたなどはアーモンド・アイの典型例の一つであり、北東アジア人自身が思うようにマイナス要素とは見做されていない傾向がある。ただし、つり目は東洋人のわかりやすい特徴であるだけに、時として揶揄の対象にもなる。
ネグロイド
暑いアフリカ大陸が出自であるため、大きなぱっちりとした目をしている者が多い。

#### 上瞼の横ひだ
上まぶたのまつ毛の少し上に、溝があって開けた時に折り畳まれて二重になるまぶたを二重まぶた（）といい、溝の狭いまぶたを一重まぶた（）という。
二重まぶたで、まつ毛と溝の間の幅が狭く溝が隠れてわかりにくいまぶたを、俗に奥二重（）と呼ぶ。二重/一重まぶたは複数の遺伝子が関与する形質である。かつては単一遺伝子の優性/劣性で決まるという説があったがゲノム解析により否定された。
一重まぶたは、氷期にモンゴロイドの中で、二重の溝が尾側に移動して生じたとされる。これは、二重では寒冷地で凍結した際にまぶたがくっついて動かなくなるのを防ぐために環境適応したものである。完全に下まで移動したものを一重といい、幅が狭いが若干上の方にあるものを奥二重という。
まぶたが一時的に三重以上のようになったり、一重まぶたが二重の状態になったり、逆に二重まぶたが一重まぶたの状態になることもある。後天的に自然に一重まぶたが二重まぶたになることもあり、高齢になるほど一重まぶたの比率は減少する。左右で異なる人もいる。

#### 容姿への影響
まぶたの形は目の外見を大きく左右する。ヒトはヒトを視認するとき目（まぶた）の形に注目することが多いため、審美的に重要な部位とされ、化粧が施されることが多い。目（まぶた）はヒトがヒトを見分けるときに重要な部位なのでサングラスなどで隠すと容貌を判別し辛くなる。
美容整形
二重まぶたのほうが目がぱっちりと見えるため魅力的だと考え、一重まぶたをアイプチや美容外科手術で二重まぶたに変える者がいる。ただし上述のとおり、一重まぶたが加齢により二重へ自然に変化することがあるため、後天的に二重へ変化した人でも手術やアイプチを行っているとは断定できない｡また、二重でも目の開きが少ない者もおり、目頭切開手術をあわせて行うこともある。
近年は年配者だけでなく若者も眼瞼下垂症により、二重に整形するケースが増加している。これらは保険が適用されるため、美容整形よりも安く施術が可能である。ただし、あくまでも症状を改善させるための施術であり、極端に幅を広くしたり、末広がりの二重を平行にするなど容姿が著しく変化するものは不可の場合がある。日本国内においては二重埋没法・二重眼瞼下垂（切開法）の2種類が主流な施術法として確立されている。

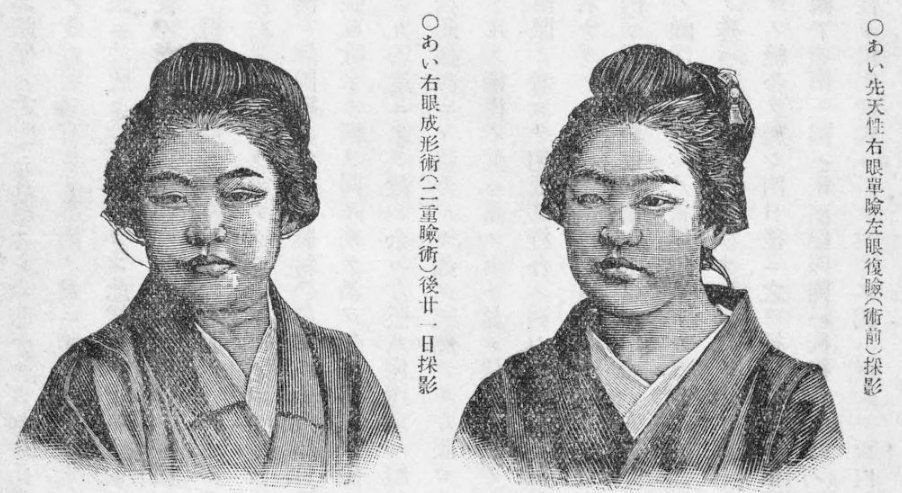
眼科医・美甘光太郎による二重瞼整形手術。あいという名前の女性の一重の片目を二重に揃えた例。右が術前、左が術後。19世紀末

なお、美容整形としての二重瞼手術は1896年に眼科医の美甘光太郎が世界で初めて発表した。さかさまつげの手術としてドイツ系米国人のホッツ医師が1892年に雑誌に発表した術法を参考に、美甘の恩師であり日本近代眼科の父と言われる河本重次郎が切開式のさかさまつげ手術法を考案し、その術法で治療を行なっていた美甘が美容への応用を思い立ち、非切開式の手術法を考案し、実践例を眼科雑誌に発表した。その後、1926年に眼科医内田孝蔵が重瞼術という美容整形を考案し、ラジオや本、雑誌などで発表した。

#### その他
まぶたの筋肉が衰え、まぶたが伸縮しづらくなると、目を開けるのに額を動かしてまぶたを持ち上げるために眉毛も動き、額への横皺が形成される。
片目は開けたまま、もう片方のまぶただけ瞬きすることをウインクというが、幼児には難しいことから、この行為は脳の発育の目安の一つとされる。

## まぶたの病気
- 眼瞼下垂
- 眼瞼痙攣
- 麦粒腫

## 瞬膜
瞬膜（）とは、脊椎動物の多くの種にある、開閉式で眼球を覆える半透明の膜。

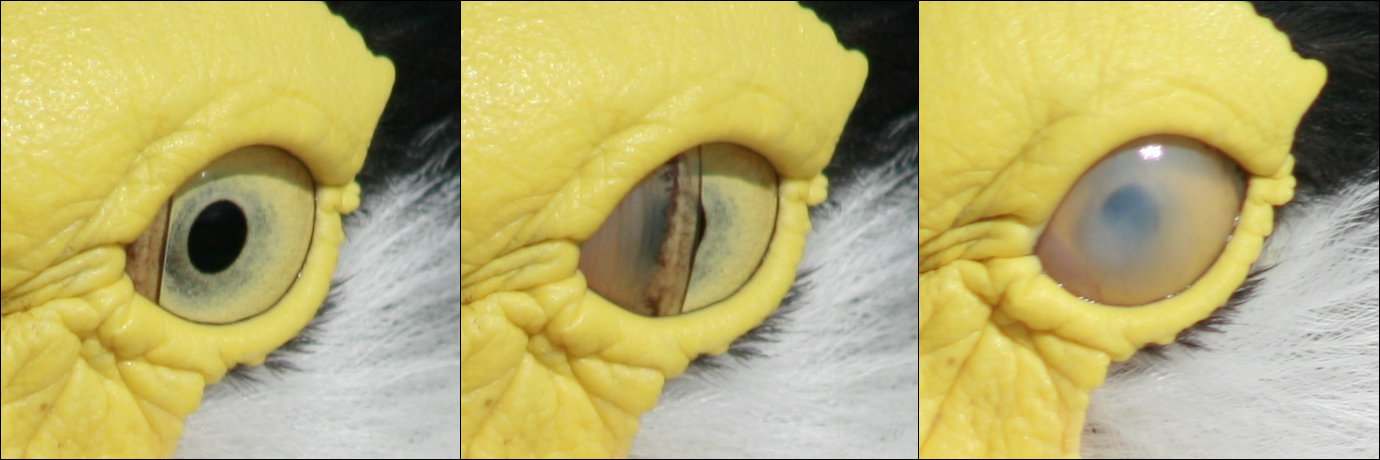
鳥類の瞬膜

まぶたが顔の皮膚と連続して常に露出しているのに対し、瞬膜は目の中から出てきて眼球を覆ったり開いたりする。従って、まぶたがある種では、まぶたと眼球との間に位置する。また、まぶたが垂直方向の運動をすることが多いのに対し、瞬膜は水平方向の運動をすることが多い。
鳥類、爬虫類、無尾両生類、魚類の一部（サメ類など）は瞬膜が発達しているが、哺乳類では退化している種が多い。多くの魚のようにまぶたも瞬膜も無い種もあれば、まぶたと瞬膜の両方があり二重に眼球を覆える種もあり、まぶたが無く瞬膜だけがある種もある。